# Lettres d'amour de 0 à 10
Lettres d'amour de 0 à 10 est un ouvrage pour enfants de Susie Morgenstern paru en 1996. Elle a elle-même illustré la première de couverture.
Ce livre est sélectionné par le ministère français de l’Éducation nationale.
En 2019, le roman est adapté en bande dessinée par Thomas Baas.